# Torneo de Córdoba 2021
El Córdoba Open 2021 fue un evento de tenis profesional de la categoría ATP 250 que se jugó en pistas de tierra batida. Se trató de la 3.a edición del torneo que formó parte del ATP Tour 2021. Se disputó en Córdoba, Argentina del 20 al 28 de febrero de 2021 en el predio del Estadio Mario Alberto Kempes.
Debido a la pandemia de COVID-19, el certamen se disputó sin público, por lo que la Cancha Central se armó para 1000 espectadores, es decir, menos de 3700 de capacidad que las ediciones anteriores. El formato del torneo fue de burbuja, por lo que los jugadores debieron permanecer aislados en el hotel y trasladarse al predio, sin poder salir hacia la ciudad.

## Distribución de puntos
| Modalidad            | Campeón | Finalista | Semifinales | Cuartos de final | 2ª ronda | 1ª ronda | Clasificados | 2ª ronda de clasificación | 1ª ronda de clasificación |
| Individual masculino | 250     | 165       | 100         | 50               | 25       | 0        | 13           | 7                         | 0                         |
| Dobles masculino     | 250     | 150       | 90          | 45               | 20       | 0        | -            | -                         | -                         |

## Sumario

### Día 1 (22 de febrero)
- Cabezas de serie eliminados: 
  - Individual masculino:  Guido Pella [4] (Baja)
  - Dobles masculino:  Ariel Behar /  Gonzalo Escobar [3]
- Orden de juego

| Partidos en las canchas principales                      | Partidos en las canchas principales     | Partidos en las canchas principales | Partidos en las canchas principales |
| Partidos en la Cancha Central                            | Partidos en la Cancha Central           | Partidos en la Cancha Central       | Partidos en la Cancha Central       |
| Evento                                                   | Ganador                                 | Perdedor                            | Resultado                           |
| -------------------------------------------------------- | --------------------------------------- | ----------------------------------- | ----------------------------------- |
| Individual masculino - Partido por la clasificación      | Facundo Bagnis [1]                      | Pedro Sakamoto                      | 6-2, 6-4                            |
| Individual masculino - Partido por la clasificación      | Juan Manuel Cerúndolo                   | João Menezes                        | 6-4, 6-4                            |
| Individual masculino - Primera ronda                     | Jozef Kovalík                           | Daniel Elahi Galán                  | 6-2, 1-6, 6-3                       |
| Individual masculino - Primera ronda                     | Nicolás Jarry [WC]                      | Jaume Munar                         | 5-7, 7-6(7-5), 6-4                  |
| Partidos en Cancha 1                                     |                                         |                                     |                                     |
| Evento                                                   | Ganador                                 | Perdedor                            | Resultado                           |
| Individual masculino - Partido por la clasificación      | Tomás Etcheverry                        | Ernesto Escobedo                    | 7-5, 7-5                            |
| Dobles masculino - Primera ronda                         | Federico Delbonis Juan Ignacio Lóndero  | Thiago Monteiro Fernando Romboli    | 6-3, 6-3                            |
| Dobles masculino - Primera ronda                         | Oliver Marach [WC] Agustín Velotti [WC] | Miomir Kecmanović Gianluca Mager    | 4-6, 7-6(7-5), [10-8]               |
| Dobles masculino - Primera ronda                         | Romain Arneodo Benoît Paire             | Nicholas Monroe Artem Sitak         | 3-6, 6-3, [10-6]                    |
| Partidos en Cancha 2                                     |                                         |                                     |                                     |
| Evento                                                   | Ganador                                 | Perdedor                            | Resultado                           |
| Individual masculino - Partido por la clasificación      | Tomás Barrios Vera                      | Camilo Ugo Carabelli                | 7-6(7-3), 7-6(7-4)                  |
| Dobles masculino - Primera ronda                         | Dominik Koepfer João Sousa              | Ariel Behar [3] Gonzalo Escobar [3] | 6-2, 7-6(7-2)                       |
| Fondo de color indica los partidos de la sesión nocturna |                                         |                                     |                                     |

### Día 2 (23 de febrero)
- Cabezas de serie eliminados: 
  - Individual masculino:  Dominik Koepfer [6]
- Orden de juego

| Partidos en las canchas principales                      | Partidos en las canchas principales | Partidos en las canchas principales | Partidos en las canchas principales |
| Partidos en la Cancha Central                            | Partidos en la Cancha Central       | Partidos en la Cancha Central       | Partidos en la Cancha Central       |
| Evento                                                   | Ganador                             | Perdedor                            | Resultado                           |
| -------------------------------------------------------- | ----------------------------------- | ----------------------------------- | ----------------------------------- |
| Individual masculino - Primera ronda                     | Federico Coria                      | Dominik Koepfer [6]                 | 6-1, 6-4                            |
| Individual masculino - Primera ronda                     | Facundo Bagnis [Q]                  | Nicolás Kicker [WC]                 | 6-1, 6-4                            |
| Individual masculino - Primera ronda                     | Albert Ramos [5]                    | Juan Ignacio Lóndero                | 4-6, 6-2, 6-2                       |
| Individual masculino - Primera ronda                     | Federico Delbonis [8]               | Pedro Sousa                         | 6-4, 6-4                            |
| Partidos en Cancha 1                                     |                                     |                                     |                                     |
| Evento                                                   | Ganador                             | Perdedor                            | Resultado                           |
| Individual masculino - Primera ronda                     | Marco Cecchinato                    | Hugo Dellien                        | 6-2, 4-6, 6-1                       |
| Individual masculino - Primera ronda                     | Tomás Etcheverry [Q]                | Andrej Martin                       | 6-3, 7-6(7-4)                       |
| Individual masculino - Primera ronda                     | Francisco Cerúndolo [WC]            | Gianluca Mager                      | 6-7(3-7), 6-1, 6-4                  |
| Individual masculino - Primera ronda                     | Thiago Monteiro [7]                 | João Menezes [LL]                   | 6-3, 6-3                            |
| Partidos en Cancha 2                                     |                                     |                                     |                                     |
| Evento                                                   | Ganador                             | Perdedor                            | Resultado                           |
| Individual masculino - Primera ronda                     | Roberto Carballés                   | João Sousa                          | 6-3, 6-1                            |
| Individual masculino - Primera ronda                     | Juan Manuel Cerúndolo [Q]           | Thiago Seyboth Wild                 | 7-5, 7-6(7-3)                       |
| Fondo de color indica los partidos de la sesión nocturna |                                     |                                     |                                     |

### Día 3 (24 de febrero)
- Cabezas de serie eliminados: 
  - Individual masculino:  Federico Delbonis [8]
  - Dobles masculino:  Marcelo Demoliner /  Santiago González [2]
- Orden de juego

| Partidos en las canchas principales                      | Partidos en las canchas principales          | Partidos en las canchas principales         | Partidos en las canchas principales |
| Partidos en la Cancha Central                            | Partidos en la Cancha Central                | Partidos en la Cancha Central               | Partidos en la Cancha Central       |
| Evento                                                   | Ganador                                      | Perdedor                                    | Resultado                           |
| -------------------------------------------------------- | -------------------------------------------- | ------------------------------------------- | ----------------------------------- |
| Individual masculino - Segunda ronda                     | Jozef Kovalík                                | Tomás Barrios Vera [Q]                      | 4-6, 6-2, 6-3                       |
| Individual masculino - Segunda ronda                     | Federico Coria                               | Francisco Cerúndolo [WC]                    | 1-6, 6-2, 6-4                       |
| Individual masculino - Segunda ronda                     | Facundo Bagnis [Q]                           | Federico Delbonis [8]                       | 6-4, 7-5                            |
| Individual masculino - Segunda ronda                     | Benoît Paire [2]                             | Nicolás Jarry [WC]                          | 6-2, 6-4                            |
| Partidos en Cancha 1                                     |                                              |                                             |                                     |
| Evento                                                   | Ganador                                      | Perdedor                                    | Resultado                           |
| Dobles masculino - Primera ronda                         | Guillermo Durán Andrés Molteni               | Marcelo Demoliner [2] Santiago González [2] | 6-0, 6-2                            |
| Dobles masculino - Primera ronda                         | Austin Krajicek [1] Franko Škugor [1]        | Roberto Carballés Albert Ramos              | 6-2, 6-4                            |
| Dobles masculino - Primera ronda                         | Rafael Matos Felipe Meligeni Rodrigues Alves | Federico Coria Hugo Dellien                 | 6-1, 6-1                            |
| Fondo de color indica los partidos de la sesión nocturna |                                              |                                             |                                     |

### Día 4 (25 de febrero)
- Cabezas de serie eliminados: 
  - Individual masculino:  Miomir Kecmanović [3]
  - Dobles masculino:  Austin Krajicek /  Franko Škugor [1],  Tomislav Brkić /  Nikola Čačić [4]
- Orden de juego

| Partidos en las canchas principales                      | Partidos en las canchas principales          | Partidos en las canchas principales     | Partidos en las canchas principales |
| Partidos en la Cancha Central                            | Partidos en la Cancha Central                | Partidos en la Cancha Central           | Partidos en la Cancha Central       |
| Evento                                                   | Ganador                                      | Perdedor                                | Resultado                           |
| -------------------------------------------------------- | -------------------------------------------- | --------------------------------------- | ----------------------------------- |
| Individual masculino - Segunda ronda                     | Thiago Monteiro [7]                          | Roberto Carballés                       | 6-3, 6-4                            |
| Individual masculino - Segunda ronda                     | Juan Manuel Cerúndolo [Q]                    | Miomir Kecmanović [3]                   | 6-7(3-7), 7-5, 6-2                  |
| Individual masculino - Segunda ronda                     | Diego Schwartzman [1]                        | Marco Cecchinato                        | 6-2, 6-2                            |
| Individual masculino - Segunda ronda                     | Albert Ramos [5]                             | Tomás Etcheverry [Q]                    | 2-6, 7-6(7-5), 7-5                  |
| Partidos en Cancha 1                                     |                                              |                                         |                                     |
| Evento                                                   | Ganador                                      | Perdedor                                | Resultado                           |
| Dobles masculino - Cuartos de final                      | Dominik Koepfer João Sousa                   | Oliver Marach [WC] Agustín Velotti [WC] | 6-3, 6-4                            |
| Dobles masculino - Primera ronda                         | Facundo Bagnis [WC] Máximo González [WC]     | Tomislav Brkić [4] Nikola Čačić [4]     | 7-5, 7-6(7-5)                       |
| Dobles masculino - Cuartos de final                      | Guillermo Durán Andrés Molteni               | Federico Delbonis Juan Ignacio Lóndero  | 6-7(3-7), 7-6(7-3), [12-10]         |
| Dobles masculino - Cuartos de final                      | Rafael Matos Felipe Meligeni Rodrigues Alves | Austin Krajicek [1] Franko Škugor [1]   | 7-6(8-6), 5-7, [10-2]               |
| Fondo de color indica los partidos de la sesión nocturna |                                              |                                         |                                     |

### Día 5 (26 de febrero)
- Cabezas de serie eliminados: 
  - Individual masculino:  Diego Schwartzman [1],  Benoît Paire [2],  Thiago Monteiro [7]
- Orden de juego

| Partidos en las canchas principales                      | Partidos en las canchas principales          | Partidos en las canchas principales      | Partidos en las canchas principales |
| Partidos en la Cancha Central                            | Partidos en la Cancha Central                | Partidos en la Cancha Central            | Partidos en la Cancha Central       |
| Evento                                                   | Ganador                                      | Perdedor                                 | Resultado                           |
| -------------------------------------------------------- | -------------------------------------------- | ---------------------------------------- | ----------------------------------- |
| Individual masculino - Cuartos de final                  | Juan Manuel Cerúndolo [Q]                    | Thiago Monteiro [7]                      | 6-2, 2-6, 6-3                       |
| Individual masculino - Cuartos de final                  | Federico Coria                               | Benoît Paire [2]                         | 6-3, 6-2                            |
| Individual masculino - Cuartos de final                  | Facundo Bagnis [Q]                           | Jozef Kovalík                            | 6-1, 6-2                            |
| Individual masculino - Cuartos de final                  | Albert Ramos [5]                             | Diego Schwartzman [1]                    | 6-1, 4-6, 6-3                       |
| Partidos en Cancha 1                                     |                                              |                                          |                                     |
| Evento                                                   | Ganador                                      | Perdedor                                 | Resultado                           |
| Dobles masculino - Semifinales                           | Rafael Matos Felipe Meligeni Rodrigues Alves | Dominik Koepfer João Sousa               | 7-6(7-0), 6-7(5-7), [10-6]          |
| Dobles masculino - Cuartos de final                      | Romain Arneodo Benoît Paire                  | Facundo Bagnis [WC] Máximo González [WC] | 7-6(7-1), 4-6, [10-7]               |
| Fondo de color indica los partidos de la sesión nocturna |                                              |                                          |                                     |

### Día 6 (27 de febrero)
- Cabezas de serie eliminados: No hubo cabezas de serie eliminados en el Día 6.
- Orden de juego

| Partidos en las canchas principales                      | Partidos en las canchas principales | Partidos en las canchas principales | Partidos en las canchas principales |
| Partidos en la Cancha Central                            | Partidos en la Cancha Central       | Partidos en la Cancha Central       | Partidos en la Cancha Central       |
| Evento                                                   | Ganador                             | Perdedor                            | Resultado                           |
| -------------------------------------------------------- | ----------------------------------- | ----------------------------------- | ----------------------------------- |
| Dobles masculino - Semifinales                           | Romain Arneodo Benoît Paire         | Guillermo Durán Andrés Molteni      | 6-3, 3-6, [10-6]                    |
| Individual masculino - Semifinales                       | Juan Manuel Cerúndolo [Q]           | Federico Coria                      | 6-4, 4-6, 6-2                       |
| Individual masculino - Semifinales                       | Albert Ramos [5]                    | Facundo Bagnis [Q]                  | 7-5, 5-7, 6-3                       |
| Fondo de color indica los partidos de la sesión nocturna |                                     |                                     |                                     |

### Día 7 (28 de febrero)
- Cabezas de serie eliminados:
  - Individual masculino:  Albert Ramos [5]
- Orden de juego

| Partidos en las canchas principales                      | Partidos en las canchas principales | Partidos en las canchas principales | Partidos en las canchas principales |
| Partidos en la Cancha Central                            | Partidos en la Cancha Central       | Partidos en la Cancha Central       | Partidos en la Cancha Central       |
| Evento                                                   | Ganador                             | Perdedor                            | Resultado                           |
| -------------------------------------------------------- | ----------------------------------- | ----------------------------------- | ----------------------------------- |
| Dobles masculino - Final                                 | Rafael Matos Felipe Meligeni        | Romain Arneodo Benoît Paire         | 6-4, 6-1                            |
| Individual masculino - Final                             | Juan Manuel Cerúndolo [Q]           | Albert Ramos [5]                    | 6-0, 2-6, 6-2                       |
| Fondo de color indica los partidos de la sesión nocturna |                                     |                                     |                                     |

## Cabezas de serie

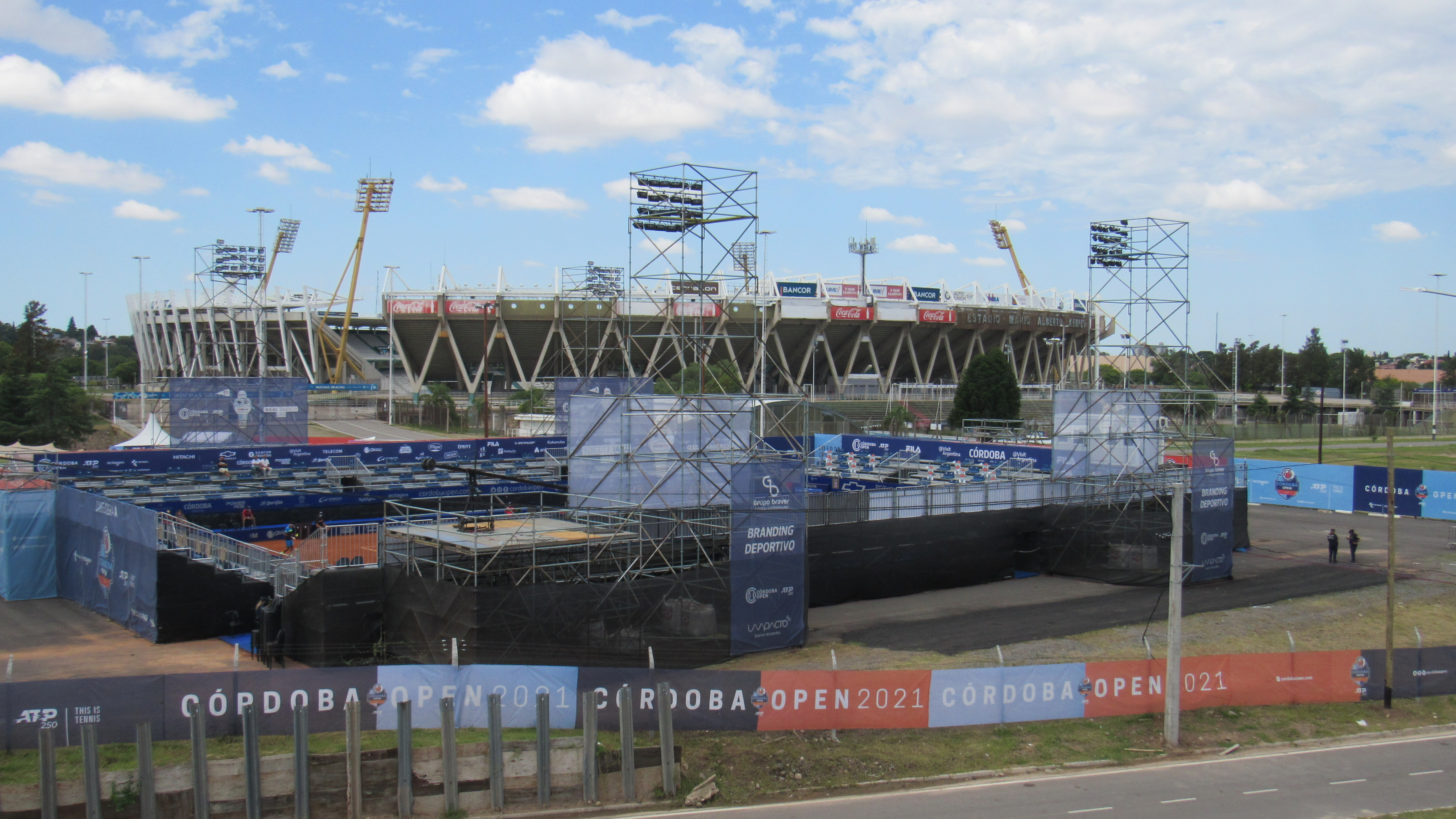
Cancha central con capacidad reducida y el Estadio Mario Kempes de fondo

### Individuales masculino
| Tenista           | Ranking | Preclasificado |
| Diego Schwartzman | 9       | 1              |
| Benoît Paire      | 29      | 2              |
| Miomir Kecmanović | 41      | 3              |
| Guido Pella       | 44      | 4              |
| Albert Ramos      | 46      | 5              |
| Dominik Koepfer   | 70      | 6              |
| Thiago Monteiro   | 74      | 7              |
| Federico Delbonis | 80      | 8              |

- Ranking del 15 de febrero de 2021.[3]

### Dobles masculino
| Tenistas                            | Ranking | Preclasificado |
| Austin Krajicek Franko Škugor       | 71      | 1              |
| Marcelo Demoliner Santiago González | 90      | 2              |
| Ariel Behar Gonzalo Escobar         | 119     | 3              |
| Tomislav Brkić Nikola Čačić         | 137     | 4              |

## Campeones

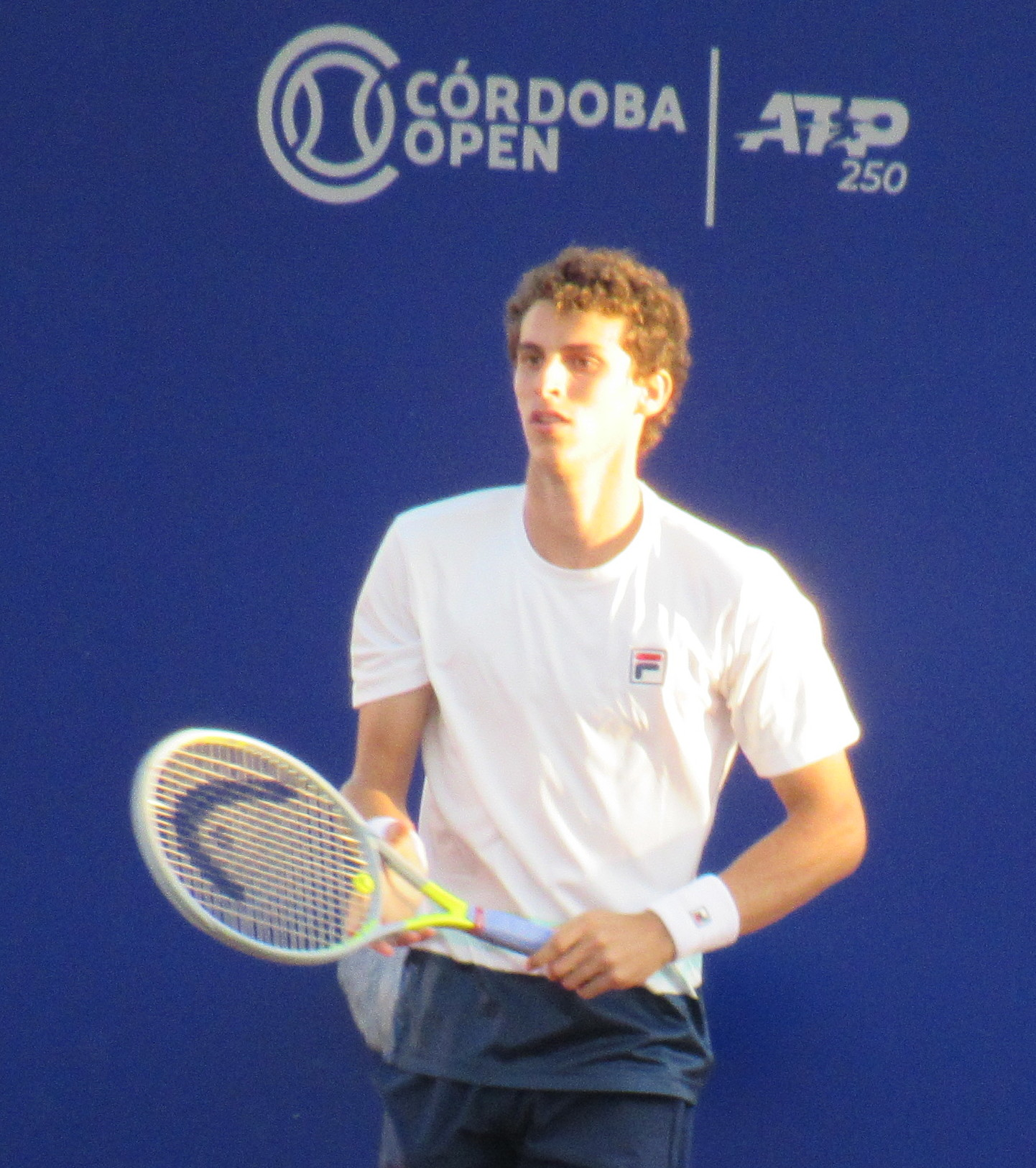
Juan Manuel Cerúndolo en el Córdoba Open 2021, donde resultó campeón viniendo desde la fase de clasificación

### Individual masculino
Juan Manuel Cerúndolo venció a  Albert Ramos por 6-0, 2-6, 6-2

### Dobles masculino
Rafael Matos /  Felipe Meligeni Alves vencieron a  Romain Arneodo /  Benoît Paire por 6-4, 6-1